# Zatavua mahafaly
Zatavua mahafaly là một loài nhện trong họ Pholcidae. Loài này được phát hiện ở Madagascar.